# Lantfarkú mézkalauz
A lantfarkú mézkalauz (Melichneutes robustus) a madarak (Aves) osztályának harkályalakúak (Piciformes) rendjébe, ezen belül a mézkalauzfélék (Indicatoridae) családjába  tartozó Melichneutes madárnem egyetlen faja.

## Rendszerezése
A fajt George Latimer Bates amerikai ornitológus írta le 1909-ben, a Melignomon nembe Melignomon robustus néven.

## Előfordulása
Afrika nyugati és középső területein honos. Angola, Egyenlítői-Guinea, Elefántcsontpart, Gabon, Ghána, Guinea, Kamerun, Kongói Demokratikus Köztársaság, Kongói Köztársaság, Közép-afrikai Köztársaság, Libéria, Nigéria, Sierra Leone és Uganda területén honos.
Természetes élőhelyei a szubtrópusi vagy trópusi síkvidéki és hegyi esőerdők, valamint ültetvények. Állandó, nem vonuló faj.

## Megjelenése
Átlagos testhossza 18 centiméter. Tollazata zöldes, szárnyain sárga mintázattal. A nevét a farktollainak széttárt végeiről kapta.

## Természetvédelmi helyzete
Az elterjedési területe rendkívül nagy, egyedszáma ugyan csökken, de még nem éri el a kritikus szintet. A Természetvédelmi Világszövetség Vörös listáján nem fenyegetett fajként szerepel.